# ベルビル駅
ベルビル駅（ベルヴィル駅、英語：Belleville train station）はカナダオンタリオ州ベルビル ステーション・ストリート250にある駅。カナダ各地を結ぶVIA鉄道が乗り入れている。

## 概要
当駅は有人駅で、車いすの利用ができる。旧駅舎はカナダ国定史跡に登録されている。

## 利用可能な鉄道路線／列車
VIA鉄道の停車する列車は下記の通り。
トロントとオタワ間の昼行中距離列車コリドー号 …トロント方面 5本/日、オタワ方面 4本/日 停車（平日）
アルダーショット / トロントとキングストン / モントリオール間の昼行長距離列車コリドー号 …トロント方面 3本/日、モントリオール方面 4本/日 停車（平日）